# Evans Rutto
Evans Rutto (Kenia, 8 de abril de 1978) es un deportista keniano, especializado en carreras de fondo. En el año 2003 ganó la maratón de Chicago en un tiempo de 2:05:50, la cual es su mejor marca en dicha prueba. Al año siguiente ganó la maratón de Londres y nuevamente, la de Chicago.
En la media maratón, posee una mejor marca de 1:00:43 conseguida en Bristol, y en los 10 km, 28:07, logrados en Vancouver.